# Michael Freedman
Michael Hartley Freedman sinh ngày 21/4/1951 tại Los Angeles, California, là nhà toán học người Mỹ làm việc ở Microsoft Station Q. Năm 1986, ông đã đoạt Huy chương Fields cho công trình nghiên cứu về giả thuyết Poincaré. Freedman và Robion Kirby đã chỉ ra rằng có tồn tại một đa tạp exotic R4.

## Cuộc đời và Sự nghiệp
Freedman sinh trong một gia đình Do Thái ở Los Angeles. Ông học ở Đại học California tại Berkeley năm 1968, rồi học tiếp ở Đại học Princeton và đậu bằng tiến sĩ năm 1973 với bản luận án mang tên Codimension-Two Surgery, được viết dưới sự giám sát của William Browder. Sau đó, ông được bổ nhiệm làm giảng viên ở Phân khoa Toán học của Đại học California tại Berkeley từ năm 1973 tới năm 1975. Cùng năm ông trở nên thành viên của Institute for Advanced Study (IAS) tại Princeton. Năm 1976 ông được bổ nhiệm làm giáo sư phụ tá ở Phân khoa Toán học của Đại học California tại San Diego (UCSD). Ông lại làm việc ở Institute for Advanced Study 2 năm 1980 và 1981, rồi trở về Đại học California tại San Diego và được thăng chức giáo sư năm 1982. Ông được bổ nhiệm chức giáo sư Charles Lee Powell về toán học ở đại học này năm 1985.

## Giải thưởng và Vinh dự
- Sloan Fellowship
- Guggenheim Fellowship
- MacArthur Fellowship
- Huy chương Khoa học quốc gia
- Viện sĩ Viện Hàn lâm Khoa học quốc gia Hoa Kỳ
- Viện sĩ Viện Hàn lâm Khoa học và Nghệ thuật Hoa Kỳ
- Huy chương Fields (1986)
- Giải Hình học Oswald Veblen

Hiện nay ông làm việc ở Microsoft Station Q (thuộc Đại học California tại Santa Barbara), nơi đội của ông tham gia việc phát triển máy tính lượng tử.

## Tác phẩm
- Freedman, Michael Hartley (1982), “The topology of four-dimensional manifolds”, Journal of Differential Geometry, 17 (3): 357–453, ISSN 0022-040X, MR679066
- Michael H. Freedman và Frank Quinn, Topology of 4-manifolds, Princeton Mathematical Series, vol 39, Princeton University Press, Princeton, NJ, 1990. ISBN 0-691-08577-3
- Freedman, Michael H.: Z2-systolic-freedom. Proceedings of the Kirbyfest (Berkeley, CA, 1998), 113–123 (electronic), Geom. Topol. Monogr., 2, Geom. Topol. Publ., Coventry, 1999.
- Freedman, Michael H.; Meyer, David A.; Luo, Feng: Z2-systolic freedom và quantum codes. Mathematics of quantum computation, 287–320, Comput. Math. Ser., Chapman & Hall/CRC, Boca Raton, FL, 2002.